# 산타파올리나
산타파올리나(이탈리아어: Santa Paolina)는 이탈리아 캄파니아주 아벨리노도의 코무네다.